# Michael Wincott
Michael Wincott, né le 21 janvier 1958 à Toronto, est un acteur canadien.

## Biographie
Il est diplômé de la Juilliard School et tourne dans diverses productions canadiennes avant qu'Hollywood ne fasse de lui un second rôle récurrent. Son allure ténébreuse et sa voix rocailleuse deviendront sa marque de fabrique. Il est le plus souvent doublé en français par Michel Vigné qui possède aussi une voix rocailleuse.

## Filmographie

### Cinéma

#### Longs métrages
- 1979 : Title Shot de Les Rose : Robber
- 1979 : Wild Horse Hank d'Eric Till : Charlie Connors
- 1980 : Nothing Personal (en) d'Urszula Antoniak : Peter
- 1981 : Circle of Two de Jules Dassin : Paul
- 1981 : Ticket to Heaven de Ralph L. Thomas : Gerry
- 1983 : Curtains, l'ultime cauchemar (Curtains) de Richard Ciupka : Matthew
- 1987 : Le Sicilien (The Sicilian) de Michael Cimino : le caporal Silvestro Canio
- 1988 : Conversations nocturnes (Talk Radio) d'Oliver Stone : Kent / Michael / Joe
- 1989 : Suffering Bastards de Bernard McWilliams : Chazz
- 1989 : Il était une fois Broadway (Bloodhounds of Broadway) de Howard Brookner : Soupy Mike
- 1989 : Né un 4 juillet (Born on the Fourth of July) d'Oliver Stone : un figurant Vet - Villa Dulce
- 1990 : The Doors d'Oliver Stone : Paul A. Rothchild
- 1991 : Robin des Bois, prince des voleurs (Robin Hood: Prince of Thieves) de Kevin Reynolds : Guy de Gisbourne
- 1992 : 1492 : Christophe Colomb (1492: Conquest of Paradise) de Ridley Scott : Adrián de Moxica
- 1993 : Les Trois Mousquetaires (The Three Musketeers) de Stephen Herek : le comte de Rochefort
- 1993 : Romeo Is Bleeding de Peter Medak : Sal
- 1994 : The Crow d'Alex Proyas : Top Dollar
- 1995 : Panther de Mario Van Peebles : Tynan
- 1995 : Dead Man de Jim Jarmusch : Conway Twill
- 1995 : Strange Days de Kathryn Bigelow :  Philo Gant
- 1996 : Dead Girl d'Adam Coleman Howard : Mark in the Park
- 1996 : Basquiat de Julian Schnabel : Rene Ricard
- 1997 : Le Flic de San Francisco (Metro) de Thomas Carter : Michael « Mike » Korda
- 1997 : Alien, la résurrection (Alien Resurrection) de Jean-Pierre Jeunet : Frank Elgyn
- 1998 : Gunshy de Jeff Celentano : Frankie McGregor
- 1999 : Hidden Agenda de Iain Paterson : Larry Gleason
- 2000 : Avant la nuit (Before Night Falls) de Julian Schnabel et Herberto Zorilla : Ochoa
- 2001 : Le Masque de l'araignée (Along Came a Spider) de Lee Tamahori : Gary Soneji
- 2001 : La Vengeance de Monte Cristo (The Count of Monte Cristo) de Kevin Reynolds : Armand Dorléac
- 2002 : La Planète au trésor : Un nouvel univers (Treasure Planet) de Ron Clements et John Musker : Scroop (voix)
- 2004 : The Assassination of Richard Nixon de Niels Mueller : Julius Bicke
- 2006 : Seraphim Falls de David Von Ancken : Hayes
- 2007 : Le Scaphandre et le Papillon de Julian Schnabel : le photographe de mode
- 2008 : Panique à Hollywood (What Just Happened?) de Barry Levinson : Jeremy Brunell, réalisateur de Fiercely
- 2008 : Sketches from Great Gull de Nicolas Laviola : Seafaring Poet (court-métrage, voix)
- 2009 : A Lonely Place for Dying de Justin Eugene Evans : Anthony Greenglass
- 2011 : The Farewell de Daniel Kruglikov : He (court-métrage)
- 2012 : Hitchcock de Sacha Gervasi : Ed Gein
- 2013 : The Girl from Nagasaki de Michel Comte et Ayako Yoshida : Goro
- 2014 : Grand Street de Lex Sidon : Reuben
- 2015 : Knight of Cups de Terrence Malick : Herb
- 2015 : Forsaken : Retour à Fowler City (Forsaken) de Jon Cassar : Dave Turner
- 2017 : Ghost in the Shell de Rupert Sanders : le docteur Osmond (non crédité)
- 2022 : Nope de Jordan Peele : Antlers Holst

### Télévision

#### Téléfilms
- 1979 : An American Christmas Carol de Eric Till : Choir Leader
- 1979 : The Family Man de Glenn Jordan : Charlie
- 1981 : Clown White de Paul Shapiro : Street Punk
- 1990 : The Tragedy of Flight 103: The Inside Story de Leslie Woodhead : Ulrich Weber (documentaire)
- 2002 : The Red Phone: Manhunt de Jerry Jameson : Van Eyck
- 2003 : Remembering Charlie de Graeme Clifford : Richard Aiken

#### Séries télévisées
- 1979-1981 : Le Vagabond : Charlie (saison 1, épisode 10), Jeff (saison 3, épisode 3)
- 1985 : Brigade de nuit : Jack Tenelli (saison 1, épisode 16)
- 1987-1988 : Les Incorruptibles de Chicago : Bobby Meeker (saison 2, épisodes 1 et 12)
- 1987-1989 : Equalizer : Jordan (saison 2, épisode 12), Jarrow (saison 4, épisode 18)
- 1988 : Deux flics à Miami : Wilson Cook (saison 4, épisode 19)
- 1989 : A Man Called Hawk : Wilcox (saison 1, épisode 10)
- 1996 : Troubles : Arnaud (épisode 3)
- 1996 : X-Files : Aux frontières du réel : un des membres de l'ATF (saison 4, épisode 5)
- 2014 : 24: Live Another Day : Adrian Cross (saison 9, 11 épisodes)
- 2016 : Westworld : le vieux Bill (saison 1, épisodes 1 et 5)
- 2017 : Veni Vidi Vici : Georgina (10 épisodes)

## Ludographie
- 2002 : La Planète au trésor : Scroop
- 2004 : Halo 2 : Haut Prophète de la Vérité (Prophet of Truth)
- 2005 : NARC : M. Big
- 2012 : Syndicate : Jules Merit
- 2012 : Infex : Griffin
- 2012 : Darksiders II : Death

## Voix françaises
En France, Michel Vigné est la voix française régulière de Michael Wincott. Gabriel Le Doze l'a également doublé à deux reprises.
Au Québec, l'acteur est doublé par plusieurs comédiens. Il y a notamment Denis Mercier qui l'a doublé à deux reprises.